# Staw (gmina w województwie gorzowskim)
Staw – dawna gmina wiejska istniejąca w latach 1945–1954 i 1973–1976 w woj. szczecińskim, a następnie w woj. gorzowskim (dzisiejsze woj. zachodniopomorskie). Siedzibą władz gminy był Staw.
Gmina Staw powstała po II wojnie światowej na terenie tzw. Ziem Odzyskanych (tzw. III okręg administracyjny – Pomorze Zachodnie). 28 czerwca 1946 gmina – jako jednostka administracyjna powiatu myśliborskiego – weszła w skład nowo utworzonego woj. szczecińskiego.
Według stanu z 1 lipca 1952 gmina składała się z 7 gromad: Chłopiny, Gajewo, Kozin, Smoliny, Staw, Ściechów i Ściechówek. Gmina została zniesiona 29 września 1954 wraz z reformą wprowadzającą gromady w miejsce gmin.
Jednostkę reaktywowano 1 stycznia 1973 w tymże powiecie i województwie. 1 czerwca 1975 gmina weszła w skład nowo utworzonego woj. gorzowskiego.
15 stycznia 1976 roku gmina została zniesiona, a jej obszar włączony do gmin:
- Lubiszyn (obszary sołectw Chłopiny, Gajewo, Kozin, Mystki, Smoliny, Staw, Ściechów i Ściechówek),
- Myślibórz (obszar sołectwa Dalsze).